# Глубоководный жёлоб

Схема океанического жёлоба

Механизм субдукции

Глубоководный жёлоб, или океанический жёлоб, — глубокая (5000—7000 м и более) и длинная впадина на дне океана. Ширина глубоководного жёлоба: 100—150 км, при этом ширина плоского дна составляет несколько километров, прилегающий к дуге островов или континенту склон жёлоба чаще всего наклонён на 10—15°, а прилегающий к открытому океану — на 2—3°. Образуется в результате субдукции, то есть пододвига океанической коры под другую океаническую или континентальную кору (схождение плит). По этой причине районы желобов часто являются эпицентрами землетрясений, а дно является основанием многих вулканов.
Океанические желоба существуют во всех океанах, самые глубокие — в Тихом, где и находится самая глубокая точка земли в Марианской впадине. По разным данным, её глубина — 10911 м, 10920 м, 11022 м или близкие значения. Перуанско-Чилийский жёлоб — самый длинный в мире (≈5900 км).

## Список глубоководных желобов Мирового океана
В Мировом океане насчитывается большое количество желобов:
| Название                | Максимальная глубина |
| Тихий океан             | Тихий океан          |
| ----------------------- | -------------------- |
| Алеутский               | 7822                 |
| Бугенвильский           | 9103                 |
| Вебер (Банда)           | 7440                 |
| Витязя                  | 6150                 |
| Волкано                 | 9157                 |
| Западно-Меланезийский   | 7030                 |
| Идзу-Бонинский          | 9810                 |
| Кермадек                | 10047                |
| Курило-Камчатский       | 9717                 |
| Лира                    | 6881                 |
| Макуори                 | 6727                 |
| Манильский              | 5400                 |
| Марианский              | 11022                |
| Муссау                  | 7208                 |
| Новобританский          | 8320                 |
| Новогебридский          | 7633                 |
| Палау                   | 8138                 |
| Перуанско-Чилийский     | 8180                 |
| Рюкю (Нансей)           | 7790                 |
| Сан-Кристобаль          | 8332                 |
| Северный Новогебридский | 9174                 |
| Тонга                   | 10882                |
| Филиппинский            | 10265                |
| Центральноамериканский  | 6489                 |
| Яп                      | 8850                 |
| Японский                | 8412                 |
| Атлантический океан     |                      |
| Кайман (Бартлетт)       | 7090                 |
| Пуэрто-Рико             | 8742                 |
| Южно-Сандвичев          | 8325                 |
| Индийский океан         |                      |
| Андаманский             | 4507                 |
| Восточно-Индийский      | 6335                 |
| Зондский                | 7209                 |
| Романги                 | 7856                 |
| Тиморский               | 3310                 |